# Rodovia Ayrton Senna

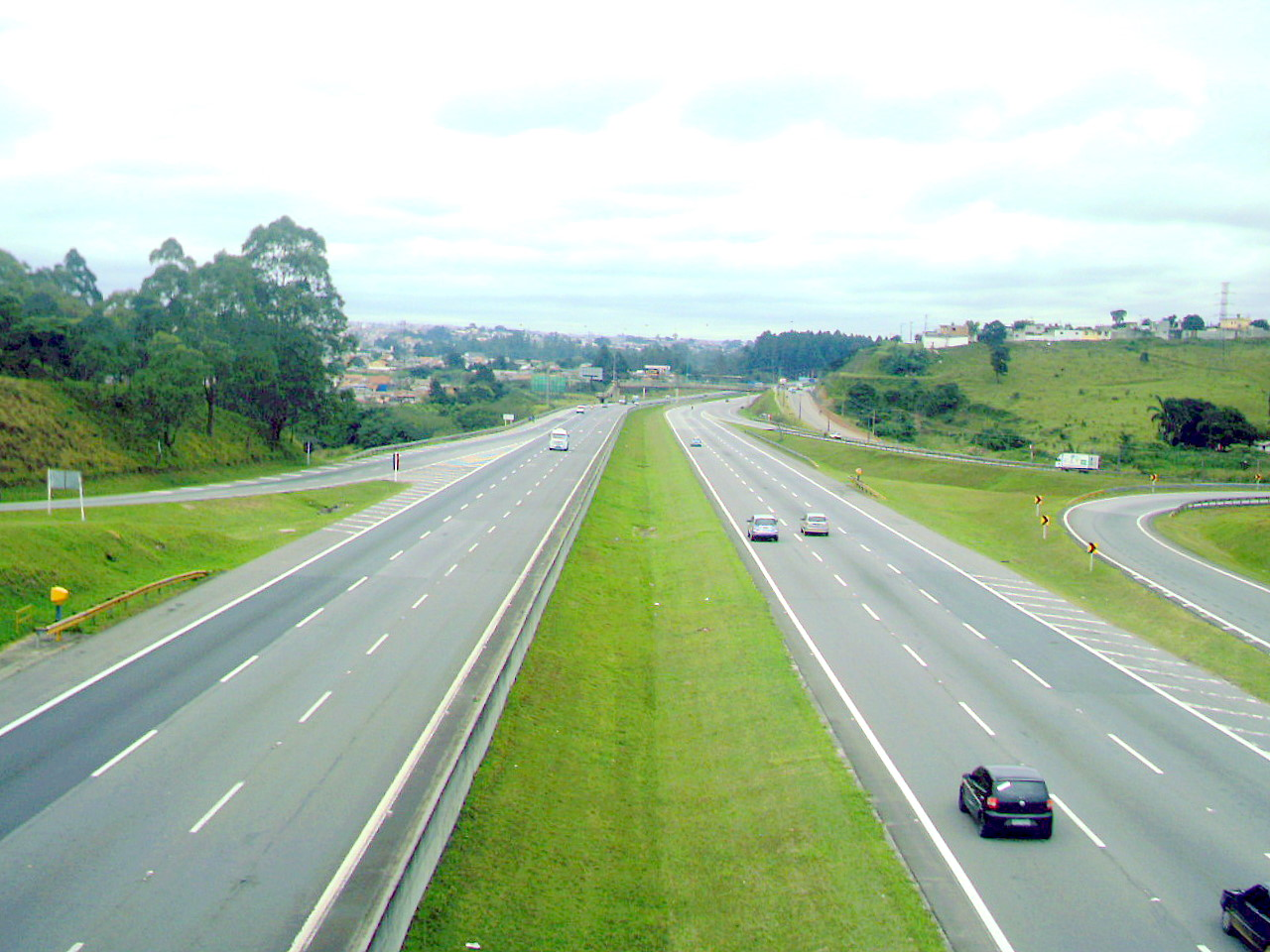
Rodovia Ayrton Senna da Silva, em Itaquaquecetuba.

A Rodovia Ayrton Senna da Silva, antiga Rodovia dos Trabalhadores (SP-70) é uma rodovia do estado de São Paulo. Foi chamada de Via Leste durante a sua construção e os seus primeiros anos de funcionamento.
Inicia-se ao final da Marginal Tietê, no bairro da Penha, zona leste da cidade de São Paulo e termina no município de Guararema, na confluência para a Rodovia Presidente Dutra - correndo paralela com essa - e Rodovia Governador Carvalho Pinto. A tecnologia utilizada na construção foi ainda mais moderna do que a usada nas rodovias Bandeirantes e a primeira pista da Imigrantes, segundo a DERSA e a Secretaria de Transportes do Estado de São Paulo.
Cortando os municípios de Guarulhos, Itaquaquecetuba, Mogi das Cruzes e Guararema, a rodovia continua em direção ao Vale do Paraíba pela Rodovia Governador Carvalho Pinto também SP-070.
Nos primeiros quilômetros, ainda nos limites de São Paulo e Guarulhos, cruza o Parque Ecológico do Tietê, onde foram necessárias obras especiais para que a rodovia não causasse danos ao meio ambiente e para que pudesse transpor o pântano natural criado por uma série de canais do rio Tietê.
Possui o SAU–Sistema de Ajuda ao Usuário, em toda sua extensão, com disponibilidade dos serviços de Primeiros Socorros e Guincho.
Em 1994, por intermédio da Lei nº 9.054, o nome "dos Trabalhadores" foi substituído por Ayrton Senna, em homenagem ao piloto paulista de Formula 1, Ayrton Senna da Silva, falecido depois de sofrer um acidente durante o GP de San Marino, disputado em Ímola, em 1 de maio de 1994, Dia do Trabalhador.
A partir de 18 de junho de 2009 a rodovia foi concedida para a Ecopistas, com um contrato de administrá-la por 30 anos.

## História
No dia 3 de agosto de 1979, o Decreto nº 13.756, deu concessão à DERSA para construção e exploração da Via Leste, hoje chamada de Rodovia Ayrton Senna.
A rodovia, antiga Trabalhadores, teve o primeiro trecho São Paulo-Guararema construído pela DERSA em 22 meses - de junho de 1980 a 30 de abril de 1982 -, tem 48,3 km de extensão, aos quais foram acrescidos 5, correspondentes à interligação com a Rodovia Presidente Dutra na qual tem o nome de Acesso SP 070/BR-116.
A inauguração ocorreu no dia 1º de Maio de 1982.
A obra atendeu a uma necessidade histórica, determinada pelo crescimento da Região Metropolitana de São Paulo com acessos ao Parque Ecológico do Tietê, Aeroporto Internacional de São Paulo/Guarulhos e Terminal Intermodal de Cargas.
Além de aliviar o tráfego que congestionava a Rodovia Presidente Dutra no trecho mais movimentado (São Paulo-Guarulhos) a Rodovia tornou-se a alternativa há muito tempo necessária entre a capital paulista e o Vale do Paraíba e Rio de Janeiro. Passou também a facilitar o turismo ao Litoral Norte e a Campos do Jordão.
Desde 18 de junho de 2009, a concessionária Ecopistas, do Grupo EcoRodovias, é responsável pela gestão e administração das rodovias que integram o chamado Corredor Ayrton Senna/Carvalho Pinto: a SP-70, que faz ligação entre a cidade de São Paulo e o Vale do Paraíba, com 140 km de extensão.

## Características
A rodovia transformou-se em uma das mais destacadas vias para a distribuição da produção industrial das duas mil empresas, aproximadamente, instaladas na região do Vale do Paraíba, com destaque para a presença das indústrias do setor automobilístico, como Volkswagen, GM e Ford, além do setor siderúrgico, como a Usiminas.
O complexo também cumpre importante função turística no Estado de São Paulo. As duas estradas fazem a ligação entre a região Metropolitana de São Paulo e o Vale do Paraíba e possibilitam o acesso ao Rio de Janeiro, às praias do Litoral Norte e à região serrana de Campos do Jordão.
O corredor Ayrton Senna/Carvalho Pinto recebe atualmente cerca de 150 mil veículos pedagiados por dia, em ambos os sentidos, e faz parte do Corredor de Exportação Campinas – Vale do Paraíba Litoral Norte.

## Trajeto
O trajeto da Rodovia Ayrton Senna da Silva cruza os seguintes municípios, todos no estado de São Paulo.
| Km | Município       | Região           |
| 0  | São Paulo       | Grande São Paulo |
| 19 | Guarulhos       | Grande São Paulo |
| 35 | Itaquaquecetuba | Grande São Paulo |
| 44 | Mogi das Cruzes | Grande São Paulo |
| 59 | Guararema       | Grande São Paulo |

## Traçado da Rodovia
km 11 - Entroncamento com a Marginal Tietê
km 11 - Início do trecho sob concessão da EcoVias
km 19 - Acesso a Rodovia Helio Smidt (SP-19/BR-610) - Aeroporto Internacional de Guarulhos
km 19 - Base operacional - Guarulhos (sentido Interior)
km 19 - Polícia Militar Rodoviária (sentido Interior)
km 23 - Acesso à Avenida Jacu-Pêssego
km 28 - Balança - Guarulhos (sentido Interior)
km 28 - Base operacional - Guarulhos (sentido Interior)
km 28 - Polícia Militar Rodoviária (sentido São Paulo)
km 32 - Pedágio - Itaquaquecetuba (bidirecional)
km 35 - Acesso a Itaquaquecetuba
km 35 - Centro de operações
km 36 - Acesso ao Rodoanel Mario Covas (SP-21)
km 45 - Acesso à Rodovia Mogi-Dutra (SP-88)
km 59 - Pedágio - Guararema (bidirecional)
km 59 - Base operacional - Guararema (sentido Interior)
km 59 - Balança - Guararema (sentido São Paulo)
km 60 - Polícia Militar Rodoviária - Guararema (sentido São Paulo)
km 60 - Acesso à Rodovia Presidente Dutra (BR-116)
km 60 - Entroncamento com a Rodovia Carvalho Pinto (SP-70)

## Memorial Descritivo
- Extensão: 48,3 km
- Início: São Paulo (km 11,1)
- Término: Guararema (km 60,30)

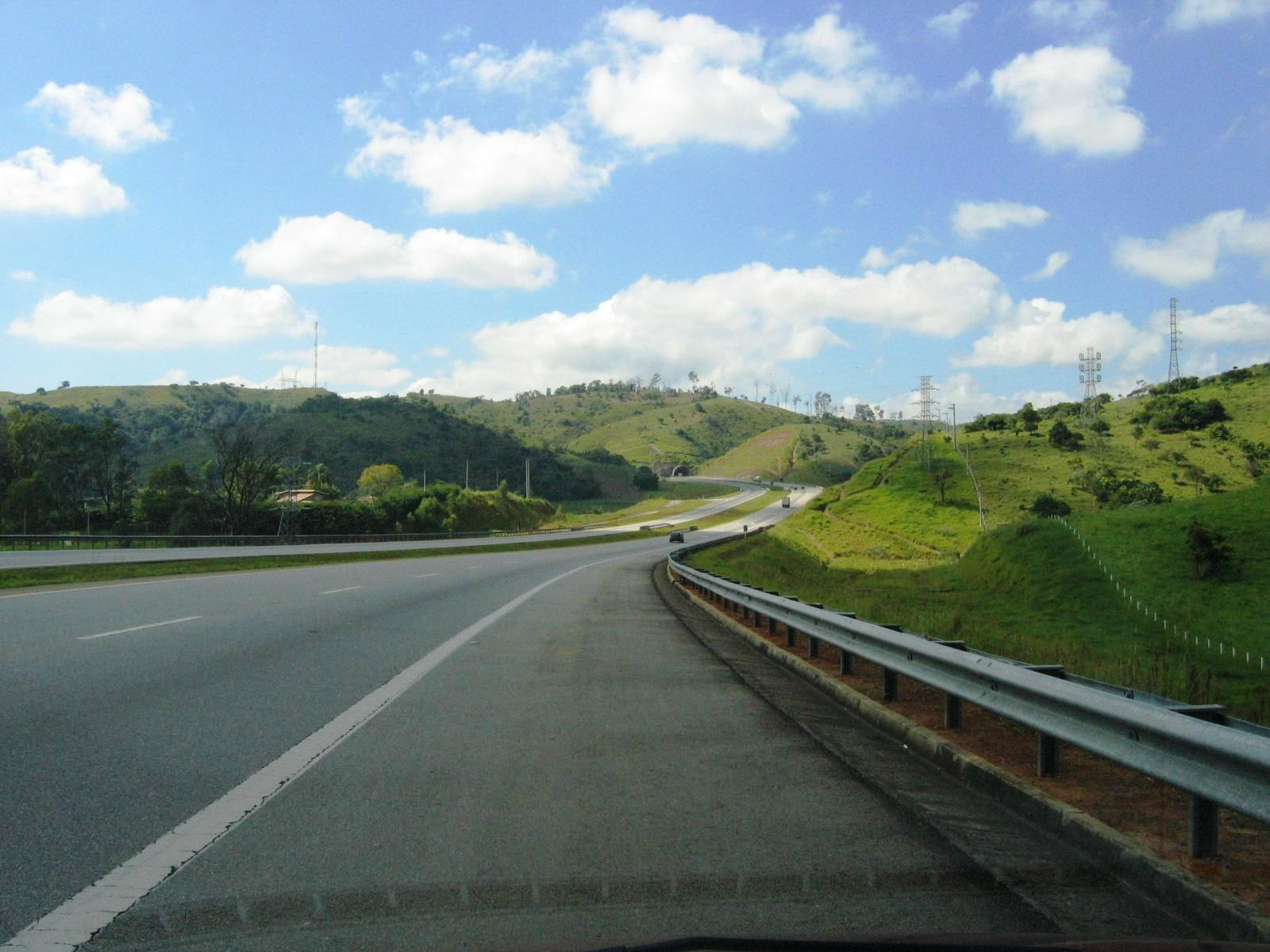
Rodovia Ayrton Senna da Silva

- Sentidos: Leste – Oeste (São Paulo SP – Interior e Interior – São Paulo)
- Pedágios: Itaquaquecetuba (km 32) e Guararema (km 59)
- Balanças: Guarulhos (km 28 Leste) e Guararema	(km 59 Oeste)
- SAU: Guarulhos (km 19 Leste), Guarulhos (km 28 Leste) e Guararema (km 59 Leste)
- CODE - Centro de Operações: Itaquaquecetuba (km 35 Leste)
- Polícia: Guarulhos (km 19 Leste), Guarulhos (km 29 Oeste) e Guararema (km 60 Oeste)
- VDM - Volume Diário Médio: 42 414 veículos/dia (Ano 2005)
- Horário de Pico: Dias úteis das 6 às 9h e 17 às 20h. Domingos de férias escolares e volta de feriados das 18-23h.

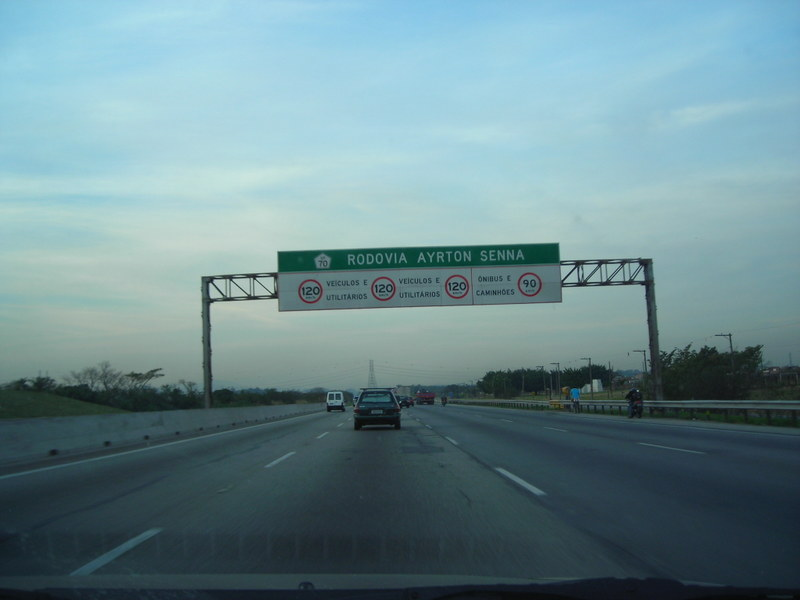
Saída de São Paulo em direção ao Vale do Paraíba

No trecho compreendido entre a Marginal Tietê e a intersecção com a Rodovia Hélio Smidt (SP-19) (acesso ao Aeroporto Internacional de Cumbica) a rodovia possui 4 faixas de rolamento em cada sentido. Entre a Rodovia Hélio Smidt e a interseção com a Rodovia Mogi-Dutra (SP-88) são 3 faixas de rolamento em cada sentido. Já entre a interseção com a Rodovia Mogi-Dutra e a interseção com a Rodovia Presidente Dutra (BR-116) possui 2 faixas de rolamento em cada sentido.
A rodovia possui duas praças de pedágio, ambas bidirecionais, localizadas nos municípios de Itaquaquecetuba e Guararema.
A Rodovia Ayrton Senna está equipada com diversos radares de velocidade em toda sua extensão. Na pista sentido Capital-Interior a velocidade máxima permitida é de 120 km/h em toda a sua extensão. Já na pista sentido Interior-Capital a velocidade máxima permitida é de 120 km/h até o trevo de São Miguel Paulista. A partir daí a velocidade máxima permitida é 110 km/h até a interseção com a Rodovia Hélio Smidt, onde a velocidade máxima permitida passa a ser de 100 km/h.

## Concessão

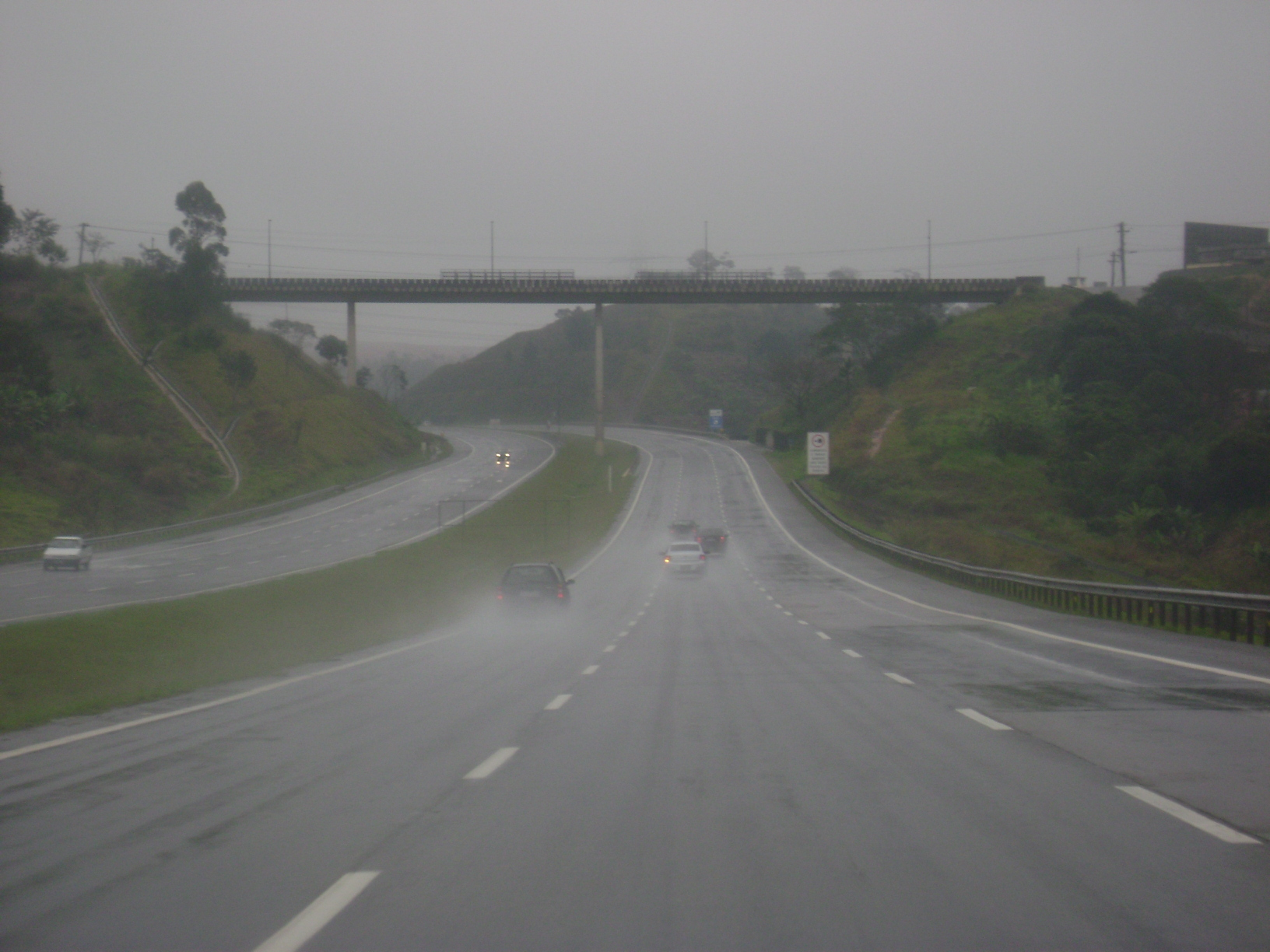
Rodovia Ayrton Senna em Itaquaquecetuba

A Rodovia Carvalho Pinto, juntamente com a Rodovia Ayrton Senna da Silva está sob concessão da empresa Ecopistas, pertencente ao grupo Ecorodovias, desde junho de 2009. Com o início da concessão, o valor da tarifa cobrada nas praças de pedágio sofreu uma redução de mais de 50%.

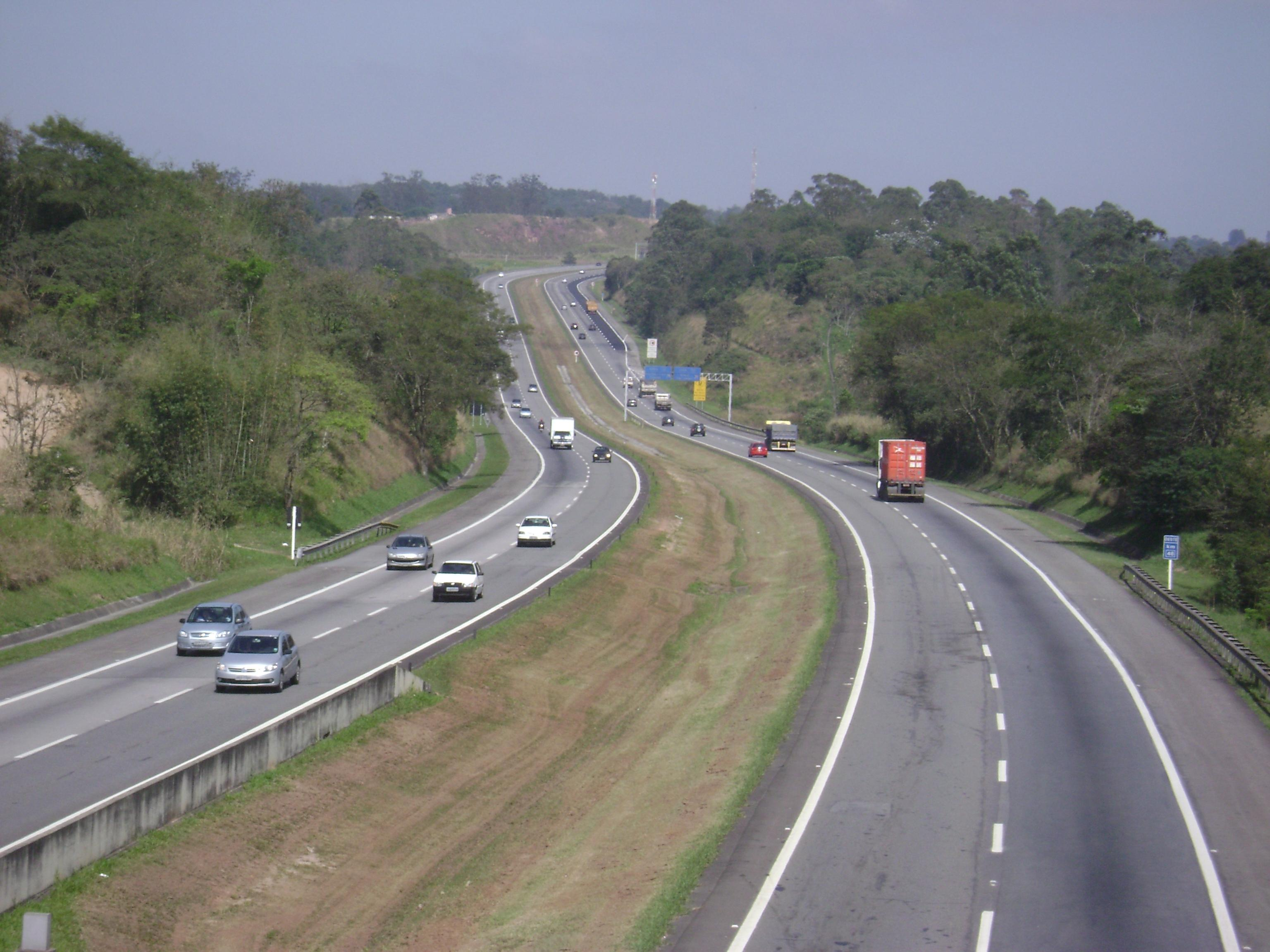
Rodovia Ayrton Senna, em Mogi das Cruzes

## Ligações externas

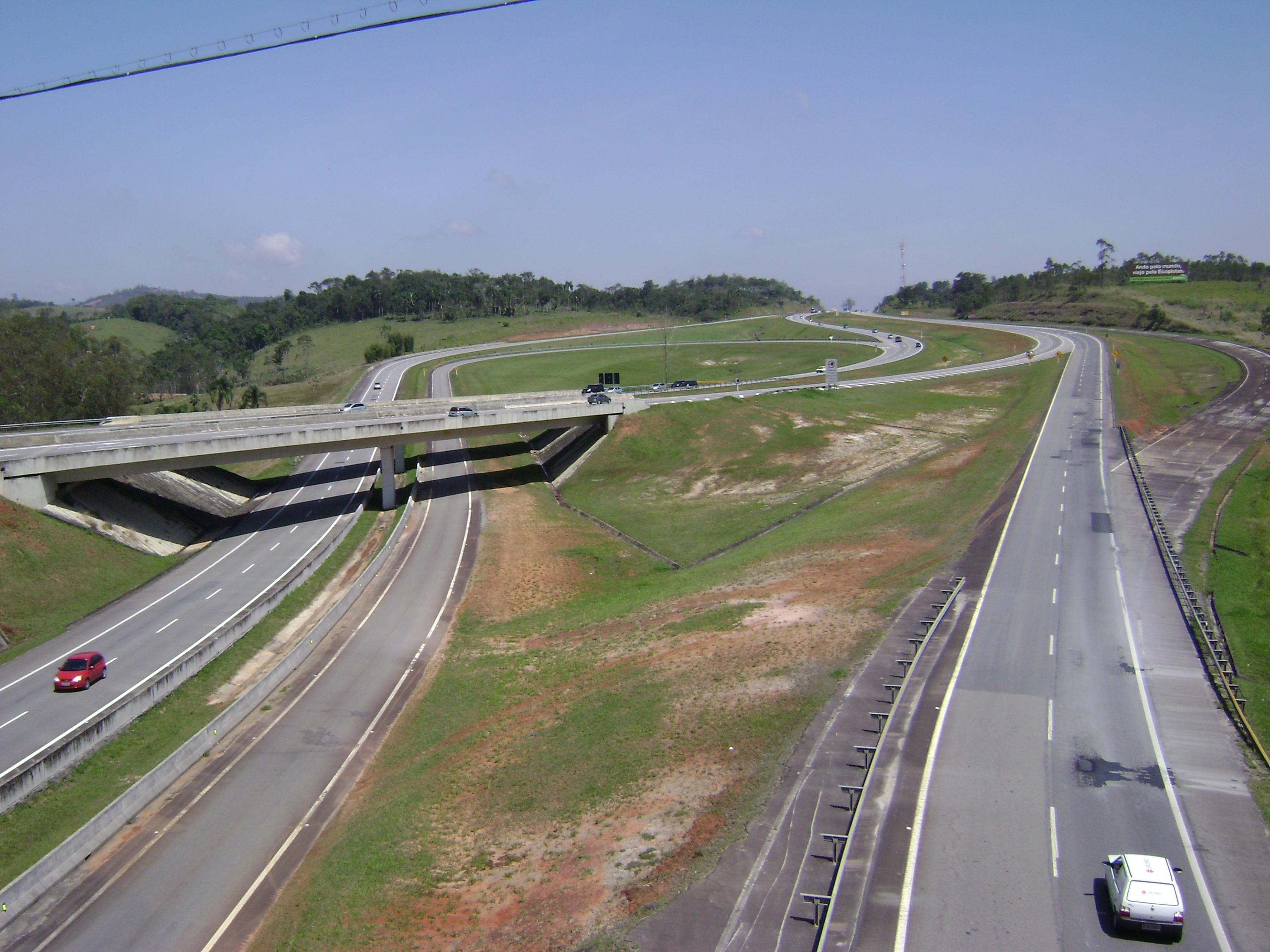
Interligação com a Rodovia Carvalho Pinto, em Guararema

## Localização dos pedágios
| Pedágio | km | Sentido     | Município       | Geocoordenadas              |
| ------- | -- | ----------- | --------------- | --------------------------- |
| 1       | 33 | Leste/Oeste | Itaquaquecetuba | 23°27'58.41"S 46°22'07.68"W |
| 2       | 58 | Leste/Oeste | Guararema       | 23°23'02.85"S 46°09'13.95"W |